# Dsibiltún

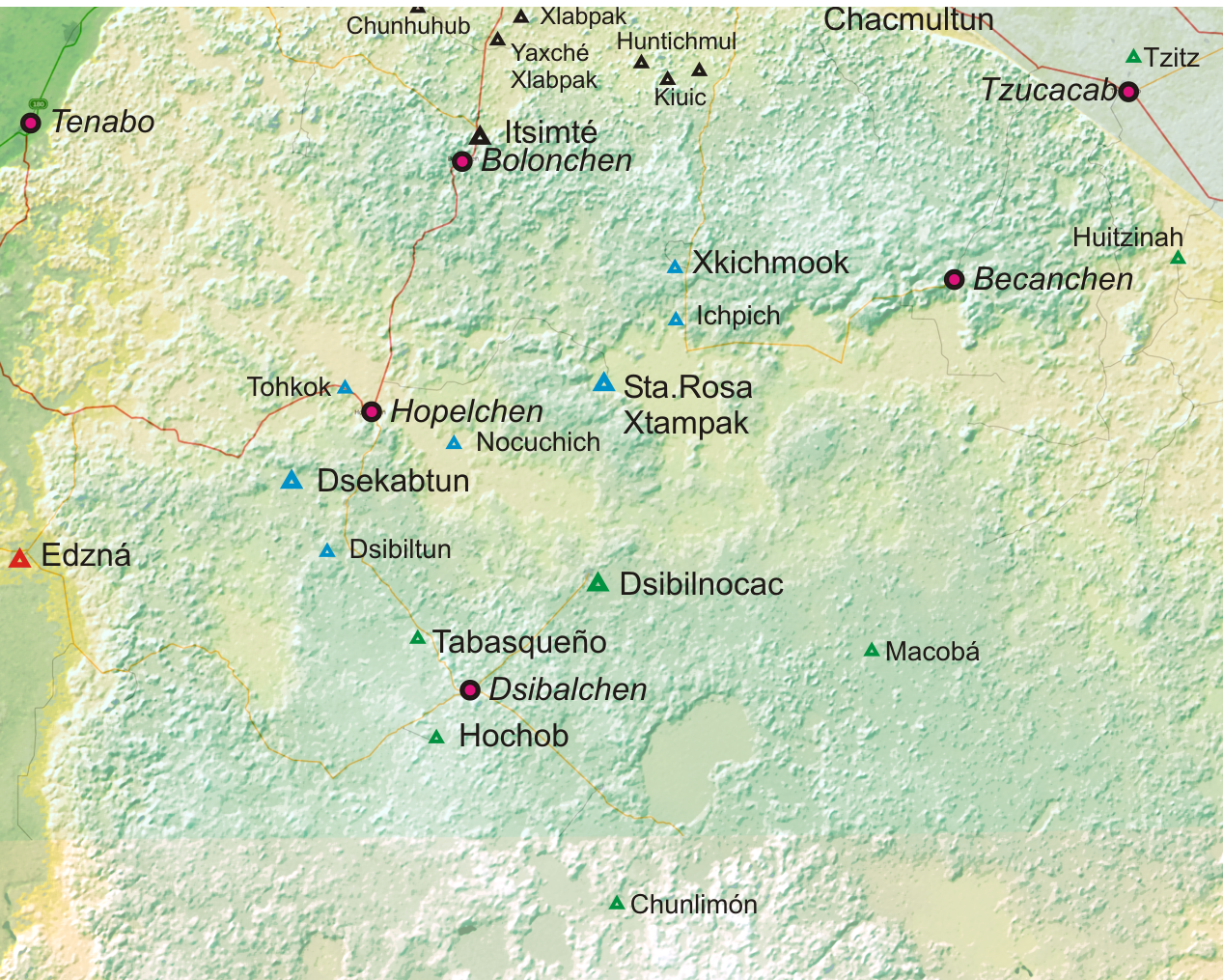
Lage von Dsibiltún (schwarz: Puuc-Stil, grün: Chenes-Stil, blau: Chenes-Puuc-Stil)

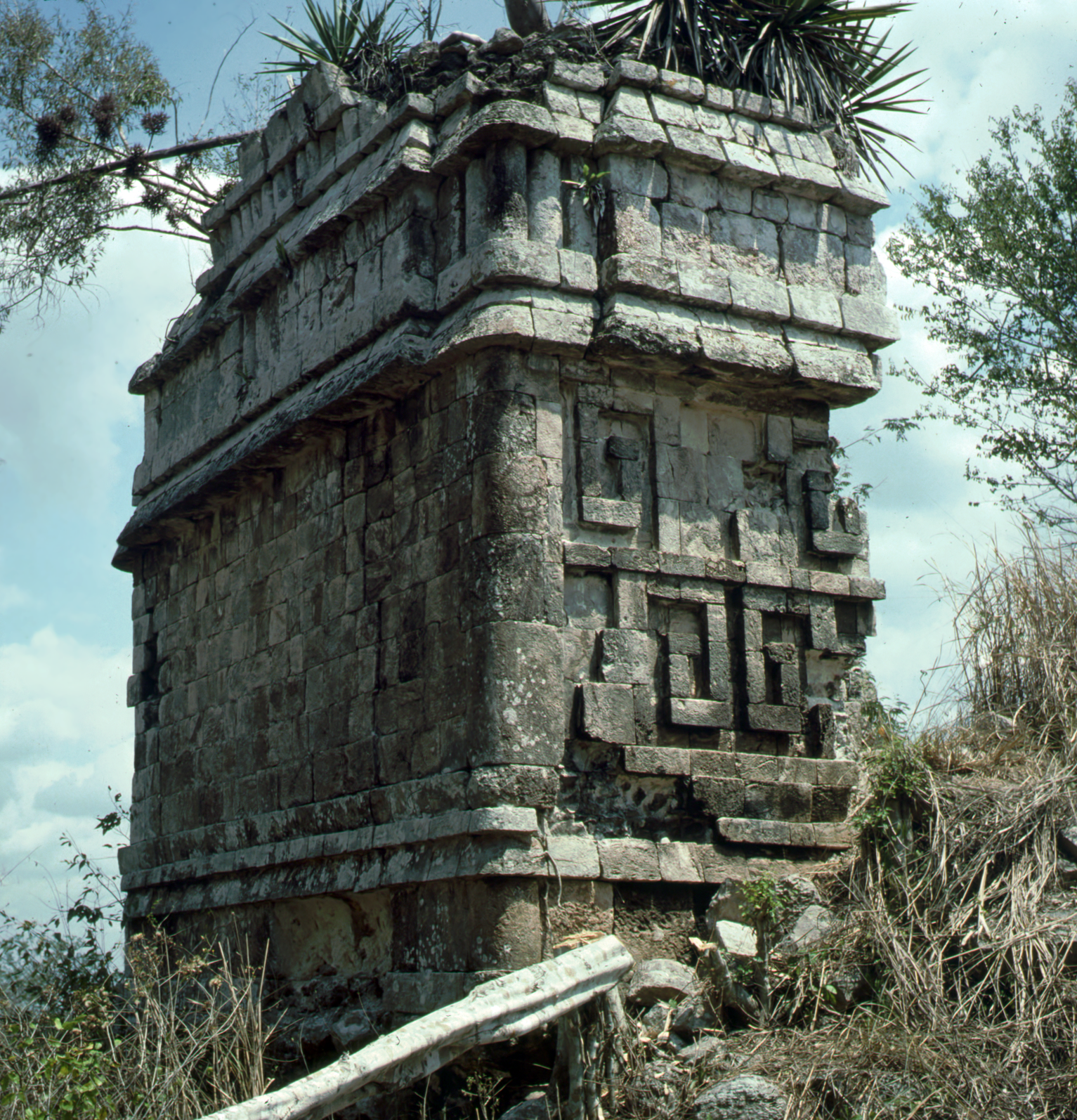
Dsibiltún – Tempel oder Palast

Dsibiltún oder Dzibiltún (deutsch: „bemalte Steine“) ist eine kleine Maya-Ruinenstätte im mexikanischen Bundesstaat Campeche auf der Halbinsel Yucatán.

## Lage
Dsibiltún liegt etwa 35 Kilometer (Luftlinie) östlich von Edzná und etwa 15 Kilometer südlich der Ortschaft Hopelchén. Die Ruinenstätte befindet sich etwa 500 Meter westlich der CF269 mitten im Buschwald Yucatáns.

## Ruinenstätte
Die Ruinenstätte besteht nur aus wenigen Bauten, die allesamt sehr zerstört sind. Einzig von einem Gebäude in Hanglage steht noch ein Teil aufrecht: Die Ecken des Baukörpers sind abgerundet und die Ecken des imposanten mehrgliedrigen Dachaufbaus mit ihren eingestellten Säulchen sind zusätzlich leicht eingezogen. Während die Seiten des Baues im unteren Bereich völlig undekoriert sind, zeigt die größtenteils eingestürzte Fassade oberhalb eines dreiteiligen umlaufenden Bodengesimses geometrische Dekormotive wie Spiralen und Treppen.

## Datierung
Der ausgereifte Chenes-Stil des Bauwerks, hier verbunden mit einem Dachaufbau, der sich deutlich an den etwas nördlicheren Puuc-Stil anlehnt, lässt auf eine späte Bauphase (um 1100 n. Chr.) schließen.